# Pflegeleistungs-Ergänzungsgesetz
Durch das Pflegeleistungs-Ergänzungsgesetz vom 14. Dezember 2001 (PflEG) wurden insbesondere das  Fünfte und Elfte Buch Sozialgesetzbuch (SGB V und SGB XI) geändert. Es trat am 1. Januar 2002 in Kraft und ergänzt die 1995 in Deutschland eingeführte Pflegepflichtversicherung.
Inhaltlich wurde ein zusätzlicher Leistungsanspruch bei der sozialen Pflegeversicherung von bis zu 460 Euro pro Kalenderjahr für Pflegebedürftige mit erheblichem Bedarf an Betreuung im häuslichen Bereich eingeführt und es wurden beratende Hilfen im häuslichen Bereich durch zusätzliche Hausbesuche ermöglicht. Ferner wurde die gesetzliche Grundlage für die finanzielle Förderung niedrigschwelliger Betreuungsangebote und von Modellprojekten durch die soziale und private Pflegeversicherung sowie durch die Länder oder Kommunen in Höhe von jährlich 20 Mio. Euro geschaffen.
Darüber hinaus wurde ein befristetes Beitrittsrecht der Nichtkrankenversicherten zur sozialen oder privaten Pflegeversicherung eingeführt und die Mitfinanzierung der qualifizierten ehrenamtlichen Sterbebegleitung im Rahmen ambulanter Hospizdienste durch die Krankenkassen.
Ergänzend traten zum am 30. Oktober 2012 das Pflege-Neuausrichtungs-Gesetz sowie zum 1. Januar 2015 das Erste Pflegestärkungsgesetz in Kraft.